# Buskia nitens
Buskia nitens is een mosdiertjessoort uit de familie van de Buskiidae. De wetenschappelijke naam van de soort is voor het eerst geldig gepubliceerd in 1857 door Alder.